# Fútbol Club Encamp
Maillots
Actualités
Le FC Encamp est un club de football andorran basé à Encamp.

## Historique du club
- 1950 : fondation du club
- 1996 : 1re participation en Liga de Primera Divisió
- 2003 : 1re participation à une Coupe d'Europe (saison 2002/03)

## Bilan sportif

### Palmarès
- Championnat d'Andorre (2)
  - Vainqueur : 1996, 2002

- Coupe d'Andorre
  - Finaliste : 2000

- Championnat d'Andorre D2 (3)
  - Champion : 2006, 2008, 2012

### Bilan européen
Note : dans les résultats ci-dessous, le score du club est toujours donné en premier
| Saison    | Compétition     | Tour              | Club                     | Domicile | Extérieur | Total  |
| --------- | --------------- | ----------------- | ------------------------ | -------- | --------- | ------ |
| 2002-2003 | Coupe UEFA      | Tour préliminaire | Zénith Saint-Pétersbourg | 0 - 5    | 0 - 8     | 0 - 13 |
| 2003      | Coupe Intertoto | Premier tour      | Lierse SK                | 0 - 3    | 1 - 4     | 1 - 7  |